# A Bahama-szigetek az 1952. évi nyári olimpiai játékokon
A Bahama-szigetek a finnországi Helsinkiben megrendezett 1952. évi nyári olimpiai játékok egyik részt vevő nemzete volt. Az országot az olimpián 1 sportágban 7 sportoló képviselte, akik érmet nem szereztek. A Bahama-szigetek először vett részt az olimpiai játékokon.

## Vitorlázás
| Versenyző                                              | Versenyszám | Futam | Futam | Futam | Futam | Futam | Futam | Futam | Pontszám | Helyezés |
| Versenyző                                              | Versenyszám | 1     | 2     | 3     | 4     | 5     | 6     | 7     | Pontszám | Helyezés |
| ------------------------------------------------------ | ----------- | ----- | ----- | ----- | ----- | ----- | ----- | ----- | -------- | -------- |
| Kenneth Albury                                         | Finn dingi  | DNF   | 372   | 548   | 434   | 703   | 645   | 507   | 3209     | 14.      |
| Durward Knowles Sloan Farrington                       | Csillaghajó | 946   | 645   | 645   | 423   | 1122  | 578   | 469   | 4405     | 5.       |
| Basil Kelly Basil McKinney Don Pritchard Godfrey Higgs | 5,5 méter   | 129   | 226   | 191   | 351   | 226   | 101   | 305   | 1428     | 15.      |

DNF - nem ért célba